# Horné Dubové
Horné Dubové (deutsch Oberdubowan, ungarisch Felsődombó) ist eine Gemeinde im Westen der Slowakei mit 353 Einwohnern (Stand 31. Dezember 2024). Sie gehört zum Okres Trnava, einem Teil des Trnavský kraj.

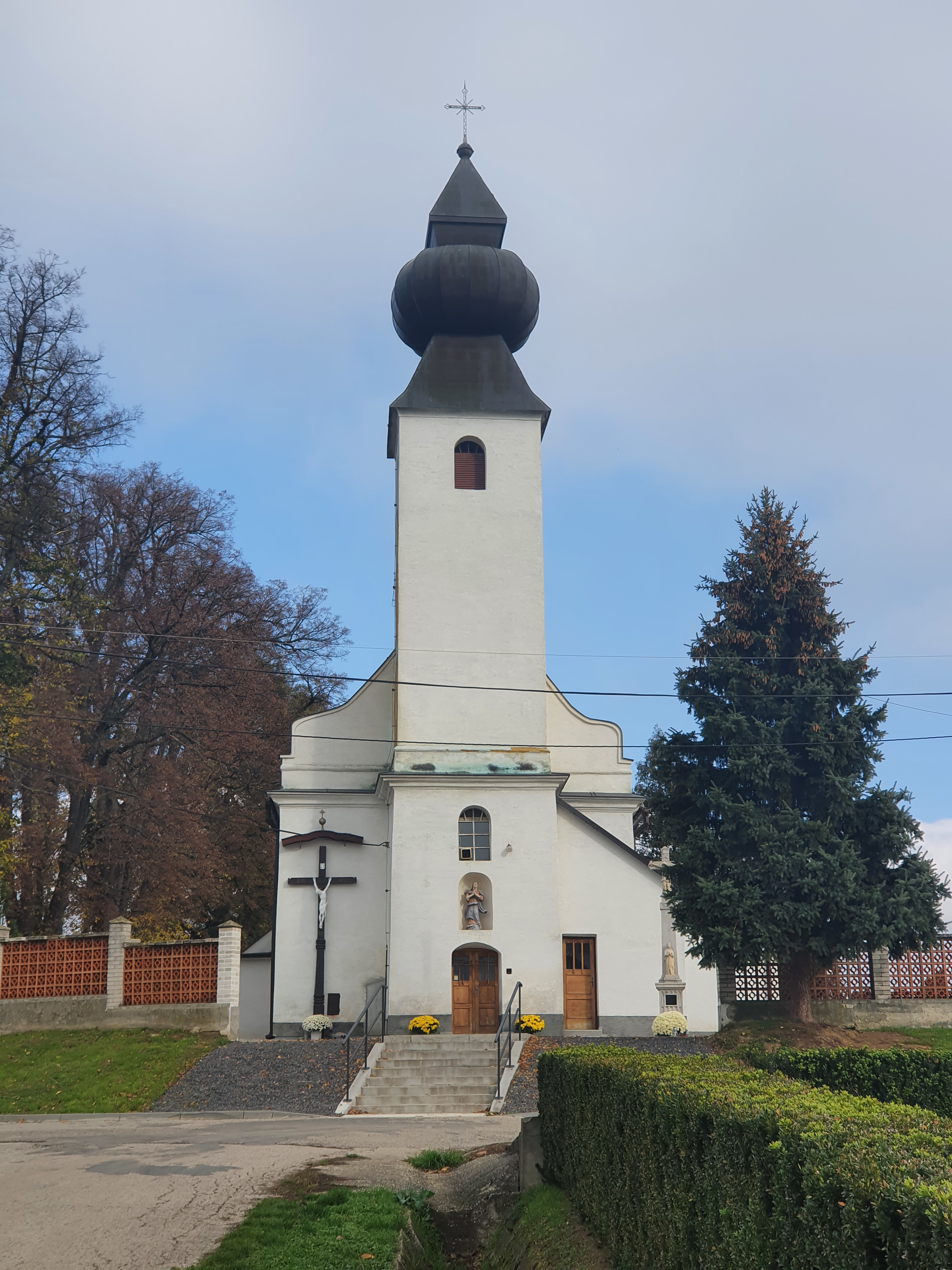
Martinskirche

## Geographie
Die Gemeinde befindet sich im Hügelland Trnavská pahorkatina am Fuße der Kleinen Karpaten, am linken Ufer des Baches Dubovský potok. Das Ortszentrum liegt auf einer Höhe von 226 m n.m. und ist 18 Kilometer von Trnava entfernt.
Nachbargemeinden sind Dechtice im Norden, Kátlovce im Osten, Dolné Dubové im Südosten, Dolná Krupá im Süden, Horná Krupá im Westen und Naháč im Norden.

## Geschichte
Der Ort wurde zum ersten Mal 1262 als Feldombou schriftlich erwähnt und erhielt seinen Namen nach den einst vorhandenen Eichenwäldern. Ab dem 16. Jahrhundert war das Dorf Besitz der Burg Smolenitz, teilweise des Geschlechts Kéthelyi. 1781 wurden die Pálffys neue Besitzer. 1828 zählte man 51 Häuser und 371 Einwohner, deren Haupteinnahmequellen Landwirtschaft und Weinbau waren.
Bis 1918 gehörte der im Komitat Pressburg liegende Ort zum Königreich Ungarn und kam danach zur Tschechoslowakei beziehungsweise heute Slowakei.

## Bevölkerung
| Jahr                | 1994 | 2004    | 2014    | 2024    |
| ------------------- | ---- | ------- | ------- | ------- |
| Anzahl der Personen | 381  | 366     | 379     | 353     |
| Unterschied         |      | −3,93 % | +3,55 % | −6,86 % |

| Jahr                | 2023 | 2024    |
| ------------------- | ---- | ------- |
| Anzahl der Personen | 359  | 353     |
| Unterschied         |      | −1,67 % |

Nach der Volkszählung 2011 wohnten in Horné Dubové 381 Einwohner, davon 378 Slowaken und 2 Tschechen. Ein Einwohner machte diesbezüglich keine Angabe. 351 Einwohner bekannten sich zur römisch-katholischen Kirche und ein Einwohner zur evangelischen Kirche A. B. 23 Einwohner waren konfessionslos und bei sechs Einwohnern wurde die Konfession nicht ermittelt.

## Bauwerke
- römisch-katholische Martinskirche im Barockstil aus dem Jahr 1720